# 泰川县
泰川县，亦称秦川县，中国古县名，今位于广西东部。
唐朝贞观三年（629年）置泰川县，治所在今广西壮族自治区平南县治东南丹竹镇境内。开始地属燕州。貞觀七年（633年）改属龚州。貞觀十二年（638年）废除泰川县，辖地改属平南县。